# 洪憲
洪憲（こうけん）は、中華帝国を樹立した袁世凱が使用した元号。1916年1月1日から同年3月22日までと、使用された期間はわずか83日である。

## 概要
辛亥革命後、中華民国の実権を握った袁世凱は皇帝即位を画策した。「皇帝即位計画」は「籌安会（ちゅうあんかい）」と呼ばれる諮問機関に諮られた。同会は「中国は民主制より君主制の方が良い」という米国のフランク・ジョンソン・グッドノー（Frank Johnson Goodnow）や日本の有賀長雄などを政治顧問に迎えたものであった。この会は「全国請願連合会」を結成し、袁世凱の皇帝即位を後押しした。その結果、「万民の皇帝即位の請願は拒みがたく」、1915年12月12日、袁世凱は北京の中南海にある懐仁堂で皇帝即位を宣言した。
袁世凱の皇帝即位に対する大反対運動は、直後から中国各地で勃発した。蔡鍔は革命軍を組織し、全国で反対運動を展開した（護国戦争）。その結果、1916年3月22日には袁世凱は皇帝退位を宣言、中国は民政に復帰した。この一連の事件を「第3革命」と呼ぶ。

## 西暦等との対照表
| 洪憲 | 元年   |
| 西暦 | 1916年 |
| 干支 | 丙辰   |
| 日本 | 大正5  |

## 備考
骨董品などで「洪憲年間」に作られた陶磁器などが、珍品として売られているときがある。短命元号ゆえのプレミアを見込んで作られた偽物である。また、北洋機器局(直隷省)、湖南省および新疆省において、「洪憲」の年号を刻した貨幣が発行された。これらは特に珍品ではないが、直隷省で作られたとされる穴銭式の「洪憲通宝」というものがあり、珍品とされているが、これは公式のものではなく、好事家目当てに製作された偽物と考えられている。
中華人民共和国では自らの任期制限撤廃に動く習近平党総書記・国家主席を袁世凱に擬える動きがインターネットで起きた際にこれを否定的に捉えた当局によって「袁世凱」とともに「洪憲」という言葉自体が中国のネット検閲で規制対象になっている。